# Fährfels (Trittenheim)

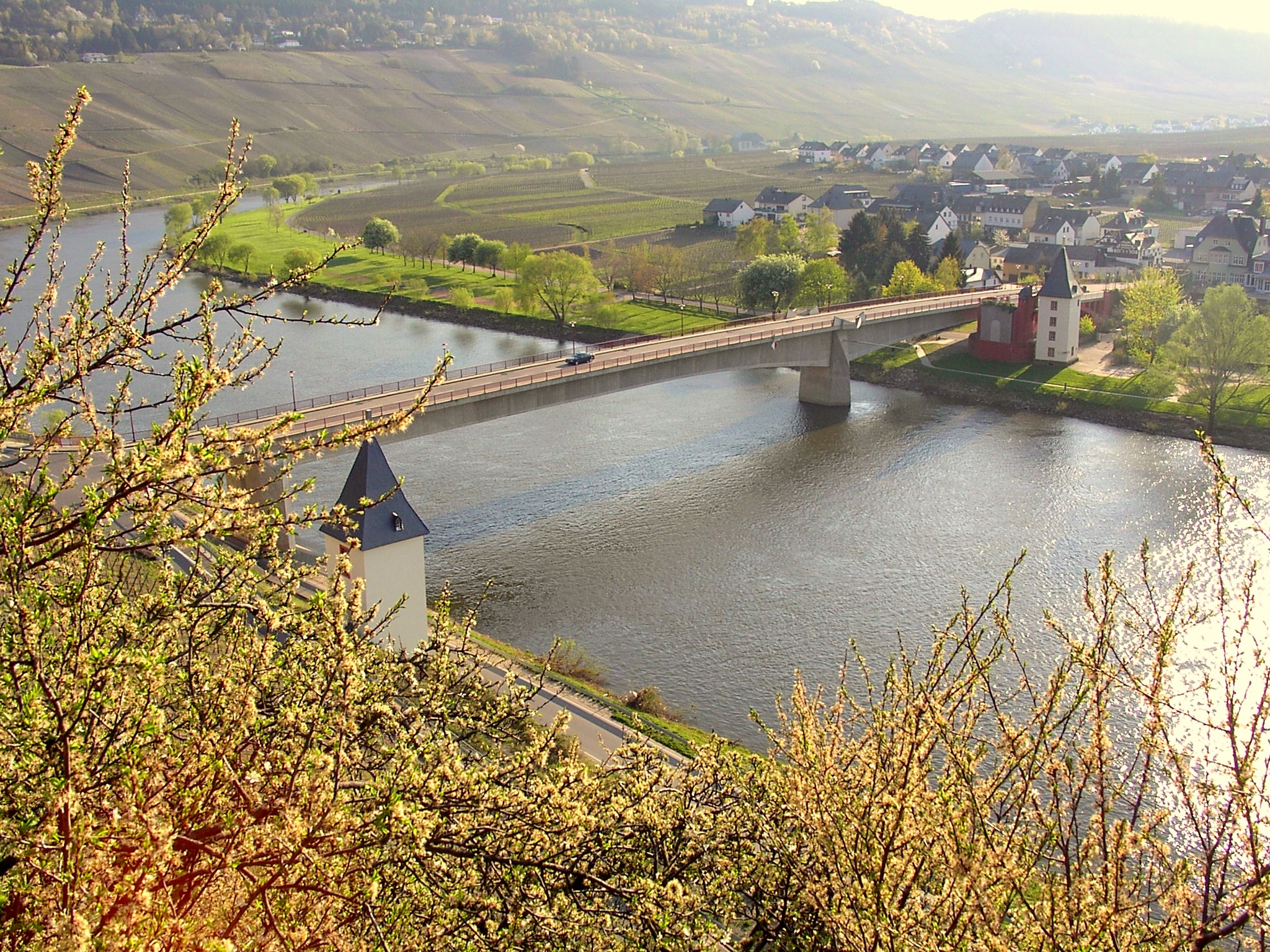
Blick vom Fährfels-Plateau in Richtung Trittenheim

Der Fährfels in Trittenheim, gelegen etwa 100 Meter moselabwärts am rechten Moselufer neben einem der beiden Trittenheimer Fährtürme, ist ein Felsmassiv aus Schiefer, an welchem zu Zeiten der Moselfähre bei Trittenheim die Fähren anlandeten. Das Seil der Ponte wurde im Fels verankert, der Fährfels teilweise aber auch als Schieferbruch benutzt.
Einem Amerikaauswanderer des 19. Jahrhunderts verdankt der Fährfels noch heute seine alljährliche Blüte des Goldlacks.
Der Handballverein Trittenheim nannte sich in Anlehnung an das Schiefermassiv „HV Fährfels Trittenheim“.